# NGC 1707
NGC 1707 je otvoreni skup u zviježđu Orionu. 

## Vanjske poveznice
- SEDS: NGC 1707